# 4月25日橋

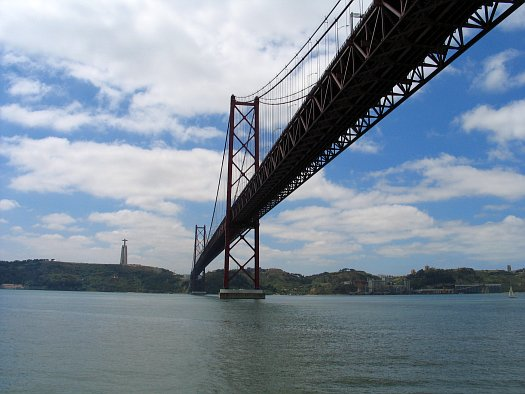
4月25日橋。左はクリスト＝レイ像

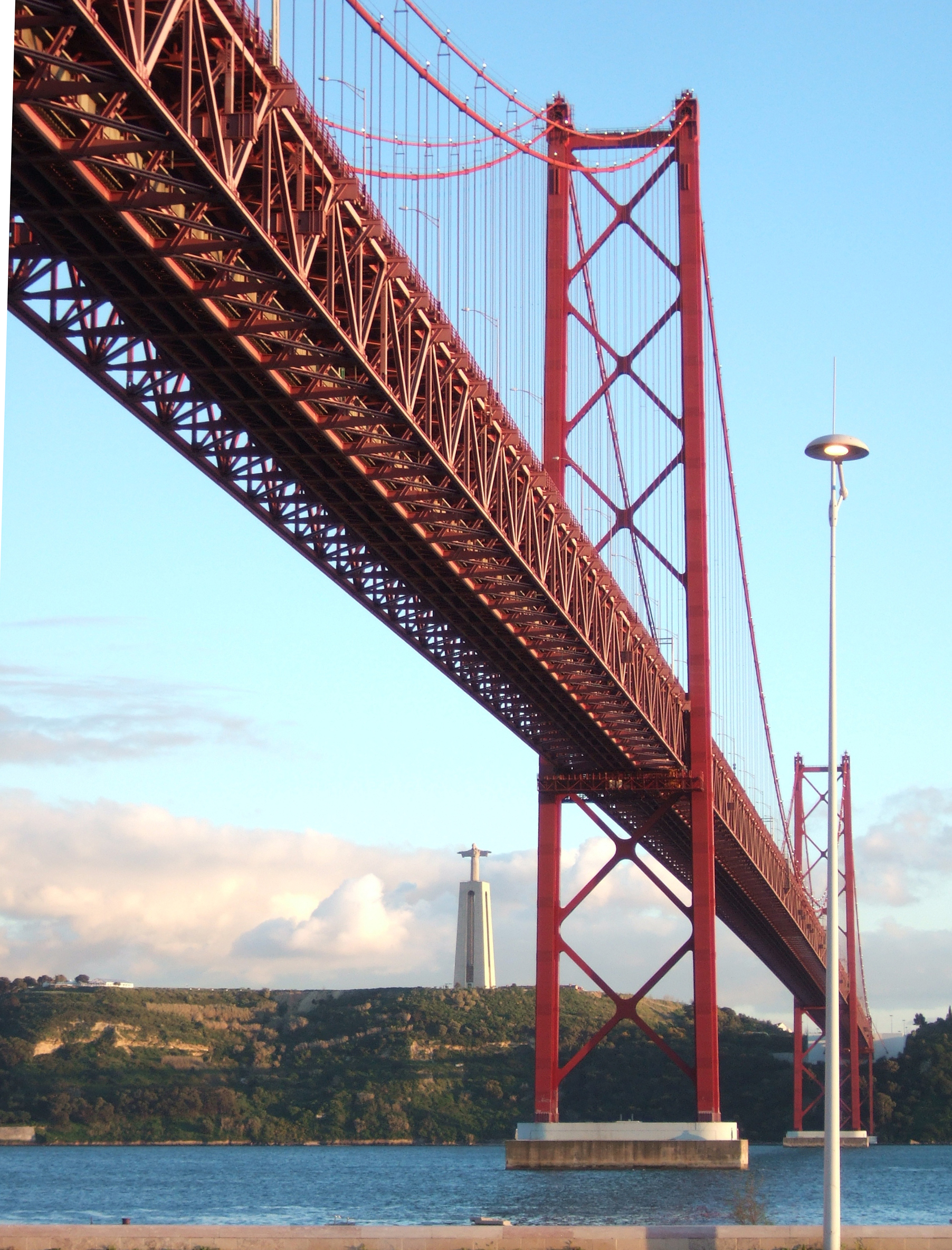
赤色の4月25日橋とリスボン市街

4月25日橋（葡: Ponte 25 de Abril）は、リスボンとテージョ川対岸のアルマダとを結ぶ、長さ2,277 mの吊橋。

## 概要
1966年8月6日に開通した。建設したのは、サンフランシスコのサンフランシスコ・オークランド・ベイブリッジと同じアメリカン・ブリッジである。開通した当初は、当時のポルトガルの独裁者アントニオ・サラザールにちなみ、サラザール橋と呼ばれていたが、1974年4月25日のカーネーション革命のすぐ後、革命が起こった日から名前をとって改称された。
長さは2,277 mで、上段が6車線の道路、下段が複線の鉄道となっている。鉄道部は当初建設した時から構想はあったが、経費削減のため実行されず、最終的に完成したのは1999年。現在は私鉄のFertagusとCPのアルファ・ペンドゥラールおよびIC（インテル・シダーデス）が通過している。道路部は南側はアルマダでA2に接続し、リスボン側ではA5及び南北線を介してA1、A8と接続している。6車線設けられているものの、車線幅が狭く、一部の車線では金網の上を走行することもあり、制限速度は70km/hに規制されている。

## 通行料
アルマダ方面へは無料だが、リスボンへ入る方向では1.85ユーロ（2020年）徴収される。通行に際してはVIA VERDEの利用が可能。維持・管理はヴァスコ・ダ・ガマ橋とともにLusoponteによって行われており、ヴァスコ・ダ・ガマ橋の建設をBOT (build-operate-transfer) 方式で行う際に、テージョ川にかかる2本の橋について、1996年1月より40年間の料金徴収が認められている。

## 近隣
- クリスト＝レイ像